# JSAN
JSAN, auch bekannt als JavaScript Archive Network, ist ein Online-Portal zur Entwicklung von Open-Source-Bibliotheken und Software für JavaScript. JSAN ist eng an das Konzept von CPAN für Perl angelehnt. Beispielsweise heißt das Framework Joose in Anlehnung zum CPAN-Modul Moose. Darüber hinaus gibt es Module wie Test.Simple und andere, die ihren Gegenstücken in Perl sehr ähneln.

## Design
JSAN arbeitete als CPAN-Modul mit fast identischem Testsystem und Ordner-Struktur. Die Dokumentation wird über JavaScript-Kommentare in POD geschrieben. Sie wird dann mit Perl POD-Modulen in HTML und andere Formate konvertiert. Einige neuere Techniken, die in JSAN Verwendung finden, gelten als „Testläufe“ für neue Funktionen für das Design von „6PAN“, der CPAN-Weiterentwicklung, welche die Versionsänderungen in Perl 6 berücksichtigen soll.